# Marathon van Praag 2008

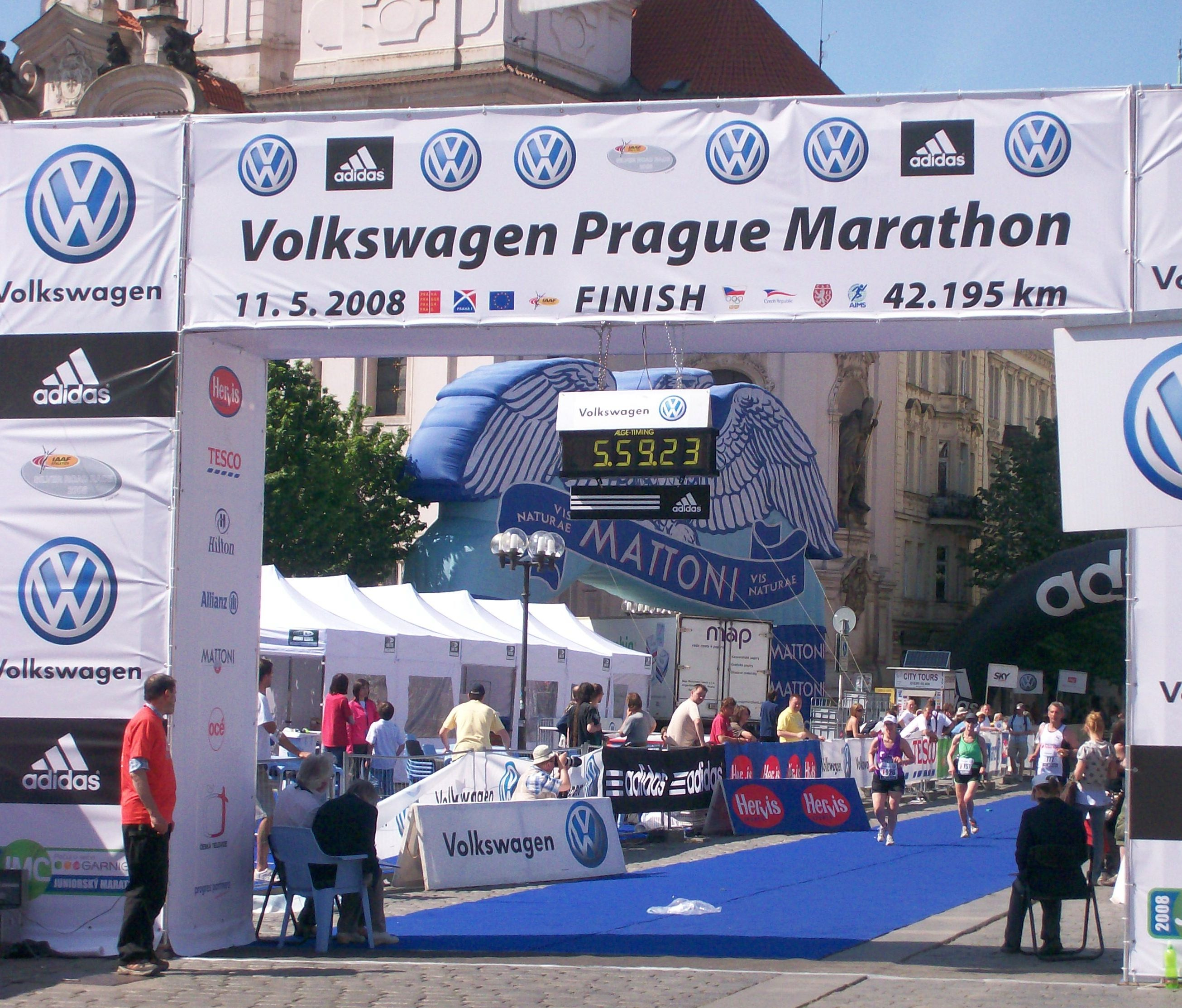
Finish in 2008

De marathon van Praag 2008 werd gelopen op zondag 11 mei 2008. Het was de veertiende editie van deze marathon.
De Keniaan Kenneth Mburu zegevierde bij de mannen in 2:11.06. De Russische Nailja Joelamanova boekte bij de vrouwen haar tweede achtereenvolgende overwinning in 2:31.43.
Deze editie was eveneens het toneel van de Tsjechische kampioenschappen. Deze titels werden gewonnen door respectievelijk Robert Stefko (vijftiende in 2:23.53) en Ivana Martincova (zevende in 2:53.01).
In totaal finishten 3699 marathonlopers, waarvan 573 vrouwen.

## Uitslagen

### Mannen
| rang   | naam                 | land | tijd    |
| ------ | -------------------- | ---- | ------- |
| Goud   | Kenneth Mburu        | KEN  | 2:11.06 |
| Zilver | Elijah Sang          | KEN  | 2:12.15 |
| Brons  | Simon Njoroge        | KEN  | 2:13.24 |
| 4      | Hillary Kiplagat     | KEN  | 2:13.38 |
| 5      | Paul Ngeny           | KEN  | 2:14.56 |
| 6      | Hussein Jamal        | ETH  | 2:15.28 |
| 7      | Julius Sugut         | KEN  | 2:15.52 |
| 8      | Eric Nzioka          | KEN  | 2:17.42 |
| 9      | Joachim Nshimirimana | BDI  | 2:17.53 |
| 10     | Benazzouz Slimani    | MAR  | 2:19.35 |
| 11     | Viktor Starodubtsev  | UKR  | 2:21.51 |
| 12     | Lenar Khusnutdinov   | RUS  | 2:22.12 |
| 14     | Johnny Loria         | CRC  | 2:23.23 |
| 15     | Robert Stefko        | CZE  | 2:23.53 |
| 16     | Vito Sardella        | ITA  | 2:24.58 |
| 17     | Roman Weger          | AUT  | 2:25.17 |
| 19     | Daniel Oralek        | CZE  | 2:29.19 |

### Vrouwen
| rang   | naam               | land | tijd    |
| ------ | ------------------ | ---- | ------- |
| Goud   | Nailja Joelamanova | RUS  | 2:31.43 |
| Zilver | Emily Kimuria      | KEN  | 2:35.55 |
| Brons  | Caroline Kwambai   | KEN  | 2:37.51 |
| 4      | Georgina Rono      | KEN  | 2:40.43 |
| 5      | Mounia Aboulahcen  | BEL  | 2:40.50 |
| 6      | Nicole Klinger     | SLO  | 2:51.20 |
| 7      | Ivana Martincova   | CZE  | 2:53.01 |
| 8      | Barbara Sanchez    | FRA  | 2:54.00 |
| 9      | Emma Patel         | GBR  | 3:04.32 |
| 10     | Madeleine Lorenz   | GER  | 3:04.54 |

1995 ·
1996 ·
1997 ·
1998 ·
1999 ·
2000 ·
2001 ·
2002 ·
2003 ·
2004 ·
2005 ·
2006 ·
2007 ·
2008 ·
2009 ·
2010 ·
2011 ·
2012 ·
2013 ·
2014 ·
2015 ·
2016 ·
2017